# 1801
1801 (MDCCCI) byl rok, který dle gregoriánského kalendáře započal čtvrtkem.

## Události

Svatá říše římská a teritoriální zisky Francie po podpisu Lunévilleského míru v roce 1801

- 1. ledna – V platnost vešel Zákon o Unii, kterým byl zrušen irský parlament v Dublinu a Irsko s Velkou Británií vytvořily Spojené království Velké Británie a Irska.
- 18. ledna – Rusko anektovalo Gruzii.
- 9. února – Mírovou dohodou z Lunéville uznala habsburská monarchie všechny francouzské územní zisky v Německu a francouzské sesterské republiky (Ligurskou, Helvétskou a Batávskou.
- 27. února – Kongres USA přijal Ustavující zákon Kolumbijského distriktu, kterým se území Washingtonu, D.C. dostalo pod správu Kongresu.
- 4. března – Do úřadu nastoupil třetí americký prezident Thomas Jefferson.
- 21. března – V Toskánsku vzniklo Etrurské království.
- 23. března – V Petrohradě byl zavražděn ruský car Pavel I. a na trůn nastoupil jeho syn Alexandr I.
- 2. dubna – V bitvě u Kodaně se střetla britská flota pod vedením Horatia Nelsona s dánsko-norskou flotou.
- 20. května–9. června – Španělsko podporované Francií zvítězilo v Pomerančové válce nad Portugalskem.
- 27. června – Část francouzské armády se v Káhiře vzdala osmanským vojskům. Zbylá část se stáhla k Alexandrii.
- září – Z Egypta byly odsunuty francouzské vojenské jednotky.
- 16. listopadu – Alexander Hamilton začal vydávat deník New York Post.
- Hrabě Rudolf Vrbna založil v Hořovicích první řepný cukrovar v českých zemích, a tak byly položeny základy českého cukrovarnictví.
- Napoleon Bonaparte uzavřel s papežem Piem VII. konkordát.
- Byl založen pivovar v Žatci
- V letech 1800 a 1801 probíhají první přesná sčítání lidu.

### Probíhající události
- 1791–1804 – Haitská revoluce
- 1792–1802 – Francouzské revoluční války
- 1798–1801 – Napoleonovo tažení do Egypta a Sýrie

## Vědy a umění
- 1. ledna – Italský astronom Giuseppe Piazzi objevil první planetku a pojmenoval ji podle římské bohyně plodnosti a úrody Ceres.
- V Olomouci vyšla první česká učebnice pivovarnictví Počátkové základního naučení o vaření piva, kterou napsal sládek František Ondřej Poupě.
- Německý fyzik Johann Wilhelm Ritter objevil ultrafialové záření.
- Španělsko-mexický přírodovědec Andrés Manuel del Río objevil chemický prvek vanad
- Britský chemik Charles Hatchett objevil chemický prvek niob.
- Španělský malíř Francisco Goya namaloval obraz Rodina Karla IV.
- Německý skladatel Ludwig van Beethoven složil klavírní sonáta č. 14.

## Narození

### Česko

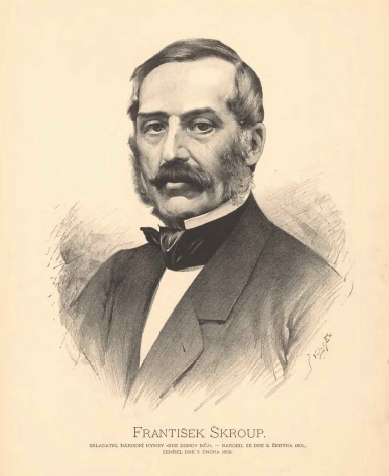
František Škroup (* 3. června)

- 30. ledna – Carl Maria von Bocklet, česko-rakouský klavírista, houslista a hudební skladatel († 15. července 1881)
- 19. února – František Dittrich, zakladatel vltavské paroplavby a purkmistr Prahy († 21. října 1875)
- 21. února – Jan Křtitel Václav Kalivoda, houslista a skladatel († 3. prosince 1866)
- 26. února – Josef Tadeáš Lumbe, profesor přírodních věd († 1. června 1875)
- 11. května – Alois Jelen, skladatel († 15. října 1857)
- 3. června – František Škroup, hudebník († 7. února 1862)
- 13. června – Josef Kranner, architekt († 19. října 1871)
- 5. června – Karl Egon Ebert, básník, spisovatel a novinář († 24. října 1882)
- 29. června – Petr Faster, vlastenec a revoluční politik († 19. listopadu 1868)
- 1. září – Johann Baptist Riedl, pražský velkoobchodník († 20. prosince 1858)
- 24. října – Josef Šmidinger, kněz, šiřitel knih († 2. února 1852)
- 9. listopadu – Theodor von Pachmann, profesor práv († 11. února 1881)
- 13. listopadu – Josef Vorel, kněz a hudební skladatel († 19. prosince 1874)
- ? – Josef František Smetana, přírodopisec a historik († 1861)

### Svět

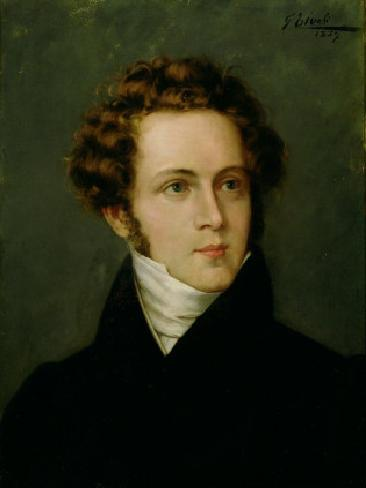
Vincenzo Bellini (* 3. listopadu)

- 20. ledna – Hippolyte Bayard, francouzský fotograf a vynálezce († 14. května 1887)
- 22. ledna – Lars Johan Hierta, švédský novinář a politik († 20. listopadu 1872)
- 24. ledna – Stipan Krunoslav Ivičević, rakouský spisovatel, novinář, jazykovědec a politik chorvatské národnosti († 16. prosince 1871)
- 1. února
  - Thomas Cole, anglicko-americký malíř († 11. února 1848)
  - Jean Théodore Lacordaire, belgický entomolog († 18. července 1870)
- 19. února – Saint-Marc Girardin, francouzský politik a literární kritik († 1. ledna 1873)
- 21. února – John Henry Newman, britský anglikánský a katolický teolog († 11. srpna 1890)
- 14. března – Kristjan Jaak Peterson, estonský básník († 4. srpna 1822)
- 21. března – Marie Tereza Toskánská, sardinsko-piemontská královna a savojská vévodkyně († 12. ledna 1855)
- 27. března – Josef Kalchegger von Kalchberg, ministr obchodu Rakouského císařství († 27. dubna 1882)
- 6. dubna – William Hallowes Miller, velšský mineralog, krystalograf a fyzik († 20. května 1880)
- 8. dubna – Karolína Ferdinanda Habsbursko-Lotrinská, rakouská arcivévodkyně a saská korunní princezna († 22. května 1832)
- 12. dubna – Josef Lanner, rakouský skladatel († 14. dubna 1843)
- 2. května – Michael Karel z Althannu, rakouský a pruský šlechtic a politik († 16. května 1881)
- 21. května – Žofie Vilemína Švédská, švédská princezna, bádenská velkovévodkyně († 6. července 1865)
- 1. června – Brigham Young, americký mormonský vůdce († 29. srpna 1877)
- 5. června – Armand Marrast, francouzský novinář († 10. března 1852)
- 30. června – Frédéric Bastiat, francouzský liberální ekonom († 25. prosince 1850)
- 21. července – Jules Pierre Rambur, francouzský lékař a entomolog († 10. srpna 1870)
- 27. července – George Biddell Airy, anglický matematik († 2. ledna 1892)
- 28. srpna – Augustin Cournot, francouzský filosof a matematik († 31. března 1877)
- 7. září – Hortense Allart, francouzská spisovatelka († 28. února 1879)
- 13. září
  - Alfred François Donné, francouzský bakteriolog a lékař († 1878)
  - Stefan Witwicki, polský básník a novinář († 15. dubna 1847)
- 21. září – Moritz Hermann Jacobi, německý a ruský fyzik († 10. března 1874)
- 30. září – Zachariáš Frankl, česko-německý rabín a teolog († 13. února 1875)
- 16. října – Josip Jelačić, chorvatský generál a bán († 20. května 1859)
- 23. října – Albert Lortzing, německý skladatel, dirigent a zpěvák († 21. ledna 1851)
- 3. listopadu – Vincenzo Bellini, italský hudební skladatel († 23. září 1835)
- 13. listopadu
  - Amálie Augusta Bavorská, saská královna († 8. listopadu 1877)
  - Alžběta Ludovika Bavorská, pruská královna († 14. prosince 1873)
- 17. listopadu – Eduard Gurk, rakouský malíř († 31. března 1841)
- 22. listopadu – Vladimir Dal, ruský jazykovědec a lexikograf († 4. října)
- 7. prosince – Johann Nepomuk Nestroy, rakouský dramatik a herec († 25. května 1862)
- 12. prosince – Jan I. Saský, saský král († 29. října 1873)
- 22. prosince – Richard Beard, anglický fotograf a podnikatel († 7. června 1885)

## Úmrtí

### Česko
- 24. února – František Martin Pelcl, historik a spisovatel (* 11. listopadu 1734)
- 25. května – Ferdinand Kindermann, pedagog a katolický biskup (* 27. září 1740)
- 3. července – Jan Nepomuk Vent, houslista, hobojista a hudební skladatel (* 27. června 1745)

### Svět

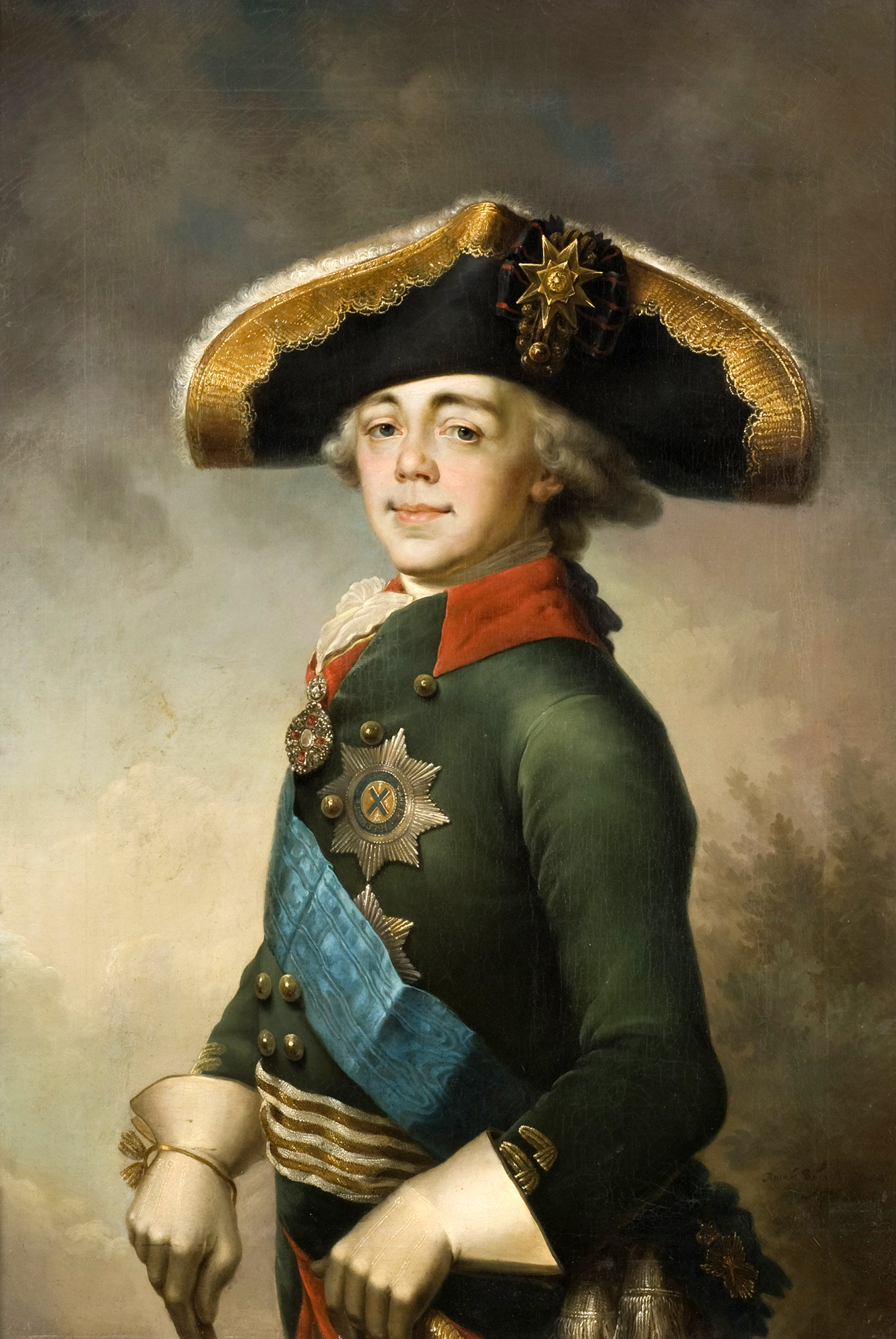
Pavel I. Ruský († 23. března)

- 4. ledna – Luisa Šarlota Meklenbursko-Zvěřínská, dědičná sasko-gothajsko-altenburská princezna (* 19. listopadu 1779)
- 11. ledna – Domenico Cimarosa, italský hudební skladatel (* 17. prosince 1749)
- 7. února – Daniel Chodowiecki, německý grafik a malíř (* 16. října 1726)
- 14. března – Ignacy Krasicki, polský prozaik (* 3. února 1735)
- 16. března – Alexandra Pavlovna Ruská, ruská velkokněžna, rakouská arcivévodkyně (* 9. srpna 1783)
- 23. března – Pavel I., ruský car * 1. října 1754)
- 24. března – Didak Josef z Cádizu, španělský kněz, kazatel a spisovatel, blahoslavený (* 30. března 1743)
- 25. března – Novalis, německý básník a prozaik (* 2. května 1772)
- 28. března – Ralph Abercromby , britský generál (* 7. října 1734)
- 1. května – Murad Bej, mamlúcký emír a místodržitel Egypta (* 1750)
- 8. července – Andreas Everardus van Braam Houckgeest, nizozemský obchodník a diplomat (* 1. listopadu 1739)
- 14. července – Lorenzo Mascheroni, italský básník a matematik (* 13. května 1750)
- 26. července – Maxmilián František Habsbursko-Lotrinský, německý šlechtic a duchovní (* 8. prosince 1756)
- 31. srpna – Nicola Sala, italský hudební skladatel a pedagog (* 7. dubna 1713)
- 9. listopadu – Karel Stamic, německo-francouzský skladatel českého původu (* 7. května 1745)
- 27. listopadu – Darja Saltyková, ruská šlechtična a sériová vražedkyně (* 11. března 1730)
- 28. listopadu – Déodat Gratet de Dolomieu, francouzský mineralog a geolog (* 23. června 1750)
- 19. prosince – Francesco Saverio de Zelada, italský kardinál (* 27. srpna 1717)

## Hlavy států

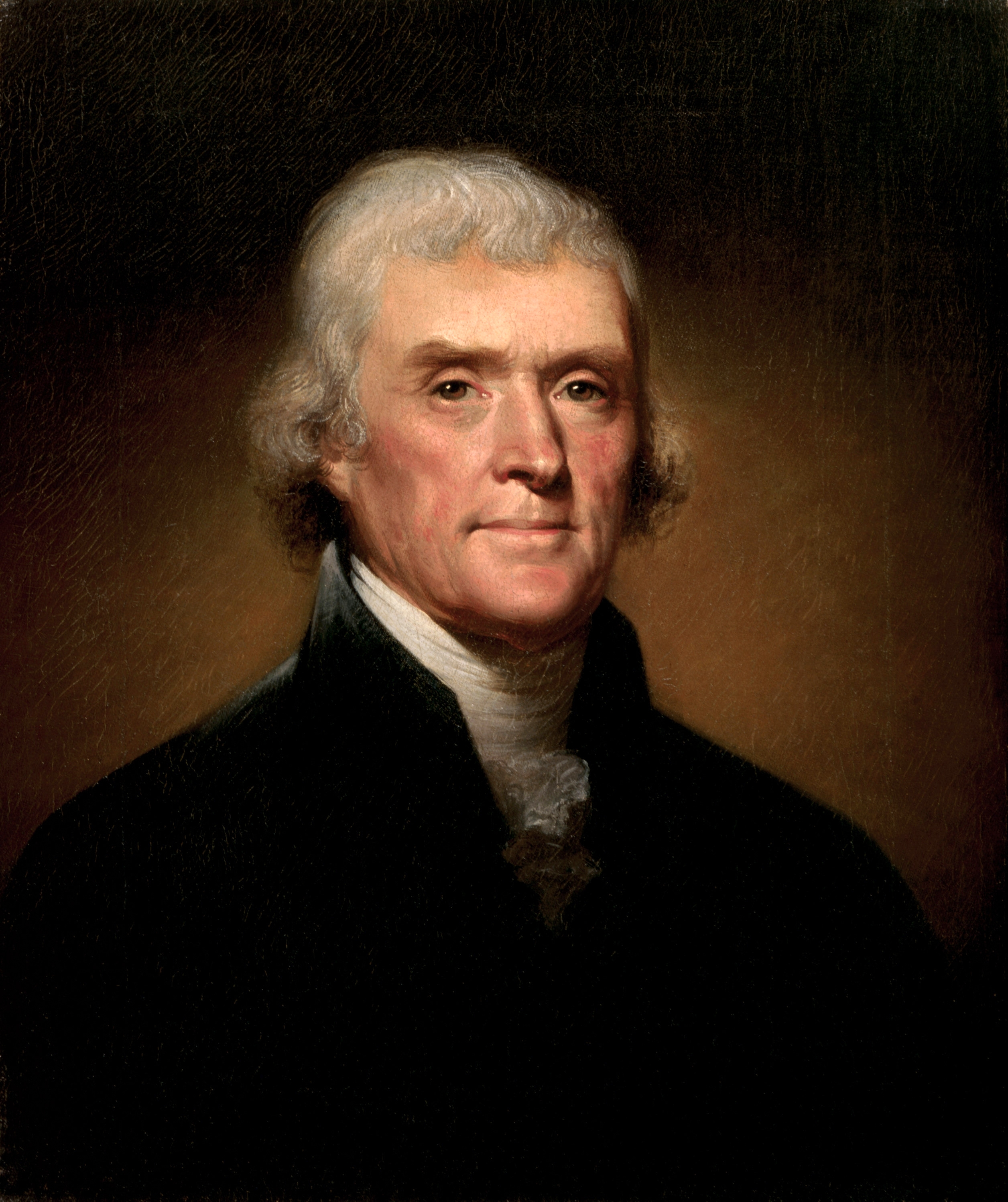
Americkým prezidentem se stal Thomas Jefferson

- Francie – Napoleon Bonaparte (1799–1814)
- Habsburská monarchie – František I. (1792–1835)
- Osmanská říše – Selim III. (1789–1807)
- Prusko – Fridrich Vilém III. (1797–1840)
- Rusko – Pavel I. (1796–1801) do 11. března / Alexandr I. (1801–1825) od 23. března
- Spojené království – Jiří III. (1760–1820)
- Španělsko – Karel IV. (1788–1808)
- Švédsko – Gustav IV. Adolf (1792–1809)
- USA – John Adams (1797–1801) do 3. března / Thomas Jefferson (1801–1809) od 4. března
- Papež – Pius VII. (1800–1823)
- Japonsko – Kókaku (1780–1817)